# Acanthurus reversus
Acanthurus reversus là một loài cá biển thuộc chi Acanthurus trong họ Cá đuôi gai. Loài cá này được mô tả lần đầu tiên vào năm 1999.

## Phạm vi phân bố và môi trường sống
A. reversus có phạm vi phân bố ở Trung Thái Bình Dương. Đây là loài đặc hữu của quần đảo Marquesas (Polynesia thuộc Pháp). Loài cá này được tìm thấy trên khắp các vùng biển bao quanh 10 hòn đảo lớn của Marquesas. Một cá thể A. reversus cũng đã được tìm thấy tại đảo san hô Takaroa thuộc quần đảo Tuamotu, và đây có lẽ là một cá thể lang thang.
A. reversus sống trong các rạn san hô gần bờ ở độ sâu khoảng từ 4 đến 15 m.

## Mô tả
Chiều dài cơ thể tối đa được ghi nhận ở A. reversus là 34 cm. Loài cá này có một mảnh xương nhọn chĩa ra ở mỗi bên cuống đuôi tạo thành ngạnh sắc, là đặc điểm của họ Cá đuôi gai. A. reversus có hình thái tương tự như loài họ hàng Acanthurus olivaceus.
A. reversus tổng thể có màu nâu, nửa thân sau đôi khi nhạt màu hơn nửa thân trước. Một đốm màu cam nằm phía sau rìa trên của nắp mang, nửa sau của đốm cam này được bao quanh đó một vệt đốm lớn màu xanh lam thẫm, kéo dài đến chóp vây ngực. Vây lưng và vây hậu môn có một sọc màu cam nhạt ở gốc vây. Vây lưng mềm có các dải sọc sẫm ở nửa ngoài. Vây hậu môn có viền màu xanh sáng ở rìa. Vây đuôi lõm sâu, hình lưỡi liềm, màu vàng nhạt với một đường viền màu xanh đen ở rìa sau, hẹp dần về phía hai thùy đuôi. Rìa của vây ngực có một dải màu trắng. Cá con màu vàng tươi với viền xanh ánh kim ở vây lưng và vây hậu môn.
Số gai ở vây lưng: 9; Số tia vây mềm ở vây lưng: 24 - 25; Số gai ở vây hậu môn: 3; Số tia vây mềm ở vây hậu môn: 23 - 24.

## Sinh thái
Thức ăn của loài cá này là các loại tảo sợi. Chúng sống đơn lẻ hoặc bơi thành từng nhóm nhỏ.